# Доња Лепеница
Доња Лепеница је насељено мјесто у општини Србац, Република Српска, БиХ. Према попису становништва из 1991. у насељу је живјело 537 становника.

## Становништво
| Демографија | Демографија | Демографија |
| Година      | Становника  | Становника  |
| ----------- | ----------- | ----------- |
| 1948.       | 707         |             |
| 1953.       | 818         |             |
| 1961.       | 795         |             |
| 1971.       | 687         |             |
| 1981.       | 623         |             |
| 1991.       | 539         |             |
| 1993.       | 545         |             |